# Nektar
A Nektar brit progresszív/space rock együttes. 1969-ben alakultak Hamburgban.

## Története
1970-ben alapította meg négy angol fiatal, akik éppen Hamburgban nyaraltak. Az együttes még ugyanebben az évben támogatást kapott több lemezkiadótól, de leginkább a Decca Records figyelt fel rájuk. Legismertebb albumuk az 1973-as Remember the future. A lemez 15 millió példányban kelt el. Frontemberük Mo Moore 2012-ben nyirokérrákot kapott, majd három év múlva elhunyt. Az együttes azonban nélküle is aktív.

## Tagok
- Dave "Mo" Moore – ének, basszusgitár
- Taff Freeman – billentyűs hangszerek, vokál
- Dave Nelson – gitár, vokál
- Ron Howden – dobok

## Nagylemezek

### Stúdióalbumok
- Journey to the Centre of the Eye (1971)
- A Tab in the Ocean (1972)
- ...Sounds Like This (1973)
- Remember the Future (1973)
- Down to Earth (1974)
- Recycled (1975)
- Magic is a Child (1977)
- Man in the Moon (1980)
- The Prodigal Son (2001)
- Evolution (2004)
- Book of Days (2008)
- A Spoonful of Time (2012)
- Time Machine (2013)
- New Nektar : Megalomania (2018)
- The Other Side (2020)

### Koncertalbumok
- Sunday Night at London Rounhouse 1. (1973-1974)
- Sunday Night at London Roundhouse 2. (1974)
- Sudnday Night at the London Roundhouse (1974)
- Unidentified Flying Abstract-Live at Chipping Norton (1974)
- Door to the Future (1974)
- Live Anthology (1974-1976)
- Live in New York (1977)
- More Live in New York (1978)
- Nearfest (2002)
- Greatest Hits Live (2002)
- Tour Live (2004)
- Fortyfied (2009)
- Space Rock Invasion Live (2011)
- Live at the Patriots Theater (2014)
- Live in Bremen (2017)
- Live from the Wildey Theatre (2020)